# Liam Harvey
Liam Harvey (* 20. Januar 2005 in Elgin) ist ein schottischer Fußballspieler, der bei Buckie Thistle in der Highland Football League unter Vertrag steht.

## Karriere

### Verein
Der in Elgin, im Norden von Schottland geborene Liam Harvey begann seine Karriere in seiner Heimatstadt bei Elgin City. Ab seinem 11. Lebensjahr spielte er in der Jugendakademie des FC Aberdeen. Am 11. Mai 2022 gab er sein Debüt als Profi für Aberdeen, als er in der zweiten Halbzeit bei einer 0:1-Niederlage in der Scottish Premiership gegen St. Johnstone für Jonny Hayes eingewechselt wurde.

### Nationalmannschaft
Liam Harvey debütierte am 8. Februar 2022 in der schottischen U17-Nationalmannschaft gegen England. Gegen den gleichen Gegner gelang dem Stürmer zwei Tage später bei einem 2:2-Unentschieden sein erstes Tor im Nationaltrikot. Er wurde im Sommer 2022 in den Kader für die U17-Europameisterschaft einberufen, wurde jedoch aufgrund eines Stürmermangels in Aberdeen aus dem Kader zurückgezogen.